# Vrije Universiteit Amsterdam
De Vrije Universiteit Amsterdam (afgekort VU) is een brede onderzoeks- en onderwijsuniversiteit in Amsterdam.
De VU is een van de twee universiteiten in Amsterdam, de andere is de Universiteit van Amsterdam (UvA). In 2022-2023 telde de VU 31.761 studenten. De VU had een eigen academisch ziekenhuis, het VU medisch centrum (VUmc), dat in 2018 opgegaan is in het Amsterdam UMC. Het VU-complex is gevestigd aan de De Boelelaan in Buitenveldert, nabij de Zuidas.
De VU is een bijzondere universiteit: zij gaat niet uit van de overheid, maar van de Stichting VU die de bestuurlijke koepel vormt boven de Vrije Universiteit Amsterdam. Deze stichting gaat op haar beurt uit van de VU-Vereniging, met de statutaire naam Vereniging voor christelijk hoger onderwijs, wetenschappelijk onderzoek en patiëntenzorg. De Wet op het hoger onderwijs en wetenschappelijk onderzoek spreekt dan ook van "de bijzondere universiteit te Amsterdam, uitgaande van de Vereniging voor christelijk hoger onderwijs, wetenschappelijk onderzoek en patiëntenzorg". De vereniging is in 1879 opgericht om de stichting van de VU mogelijk te maken. De VU werd gesticht als protestants-christelijke universiteit.
Het klassieke motto van de universiteit luidt Auxilium nostrum in nomine Domini, ofwel: 'Onze hulp is in de naam des Heren'. Tot 2023 werden deze woorden ter opening van officiële bijeenkomsten (opening academisch jaar, dies natalis, promoties) standaard als votum uitgesproken.

## Geschiedenis

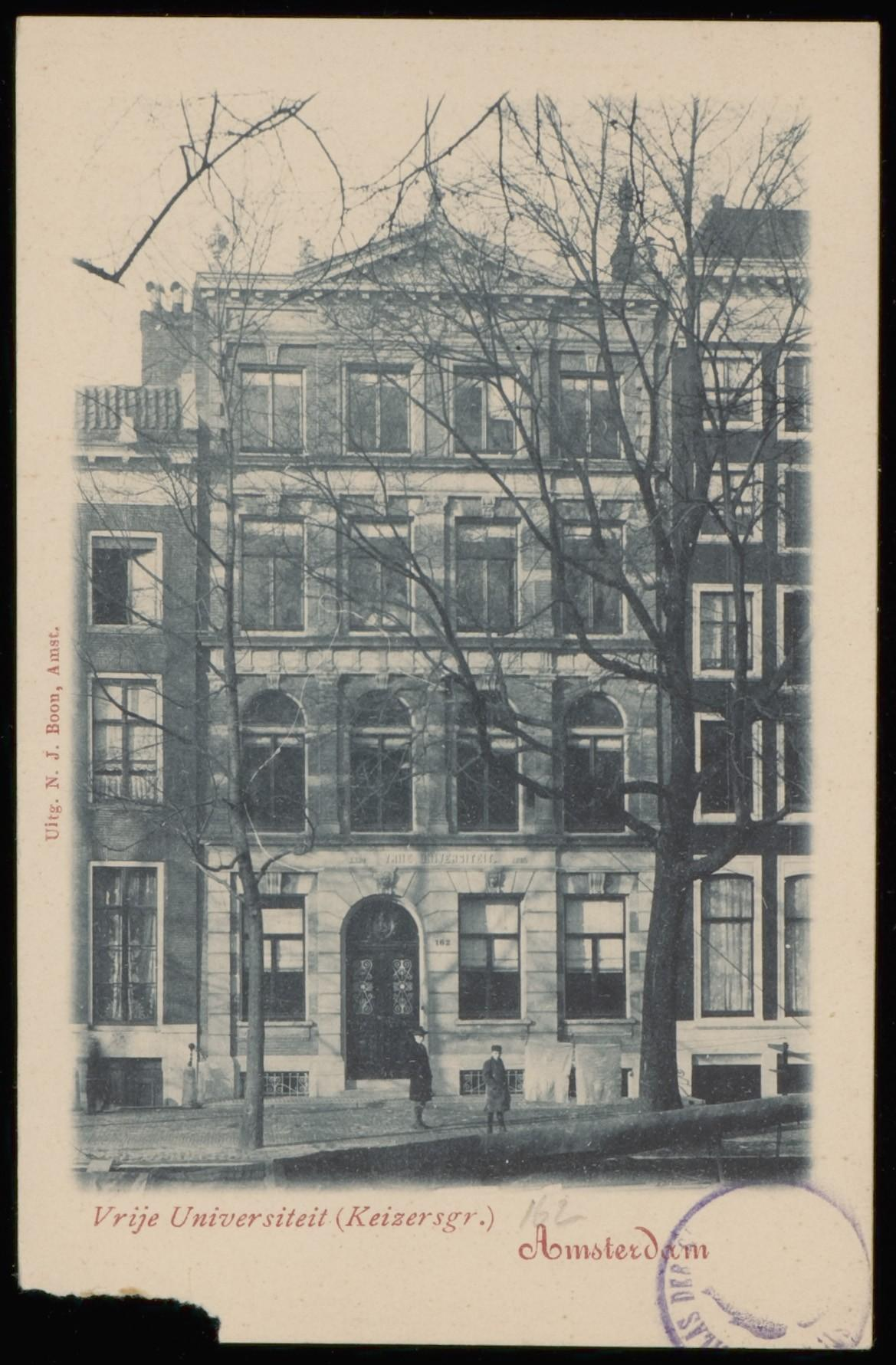
Vrije Universiteit rond 1900 aan de Keizersgracht 162 in Amsterdam

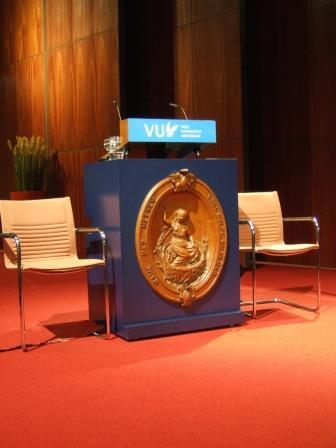
Spreekgestoelte in de aula in het VU-hoofdgebouw. Het houten schild aan de voorzijde, met daarop het VU-zegel 'De maagd in de tuin', prijkte tussen 1884 en 1966 boven de deur van het oude VU-gebouw aan de Keizersgracht 162

De VU werd opgericht op 20 oktober 1880 door een groep orthodox-protestantse christenen onder leiding van de theoloog, journalist en politicus Abraham Kuyper (tevens oprichter van de Anti-Revolutionaire Partij en later, van 1901 tot 1905, premier). De oprichting van de VU had direct te maken met Kuypers streven naar een volwaardig bestaan voor de orthodox gereformeerden, de zogeheten kleyne luyden: zij konden nu studeren aan hun eigen universiteit. Ook konden aan de VU predikanten worden opgeleid die calvinistisch in de leer waren, in tegenstelling tot predikanten die van de vrijzinnige theologische faculteiten aan de rijksuniversiteiten kwamen. Met de VU wilde Kuyper echter meer dan de kleine luiden emanciperen of orthodoxe predikanten opleiden. Hij wilde dat de academische wereld niet langer zou worden gedomineerd door de liberalen, die volgens hem een niet-christelijke, zogenaamd neutrale wetenschap beoefenden. Volgens Kuyper was het mogelijk een christelijke wetenschap te ontwikkelen op basis van de zogenaamde "gereformeerde beginselen". De door Kuyper en zijn medestanders ontwikkelde school van denken - op het terrein van de wetenschap, politiek en samenleving - wordt neocalvinisme genoemd.
In 1905 kregen de afgestudeerden van de Vrije Universiteit dezelfde rechten als die van openbare universiteiten (de zgn. effectus civilis) en hieraan werd als voorwaarde een tijdpad verbonden voor uitbreiding tot een volledige universiteit met het gehele "klassieke" aanbod aan faculteiten. In 1930 diende de VU ten minste vier faculteiten te hebben, in 1950 vijf. In 1930 werd de faculteit der wis- en natuurkunde als vierde faculteit opgericht, in 1950 volgde ten slotte de felbegeerde faculteit der geneeskunde (al eerder waren er pogingen gedaan om een volledige medische faculteit op te richten, maar de medische faculteit bleef lange tijd erg klein). Vanaf 1970 werd de VU op dezelfde wijze volledig bekostigd als de openbare universiteiten.
Hoewel de VU niet is opgericht als kerkelijke universiteit, had met name de theologische faculteit tot de jaren 70 een sterke binding met de Gereformeerde Kerken in Nederland. Zo bestond er in de Gereformeerde Kerken een apart deputaatschap dat de verstandhouding tussen de Kerk en de faculteit Theologie van de VU regelde. Samen met de Theologische Universiteit in Kampen was de VU de universiteit waar traditioneel de predikanten voor de Gereformeerde Kerken in Nederland werden opgeleid. Na de fusie van de Gereformeerde Kerken in Nederland met de Nederlandse Hervormde Kerk en de Evangelisch-Lutherse kerken, werkte de theologische faculteit enige jaren nauw samen met de Protestantse Theologische Universiteit.

## Huisvesting
Het hoofdgebouw van de VU was van 1883 tot 1966 in het centrum van Amsterdam te vinden, aan de Keizersgracht 162. Door het toenemende aantal studenten verhuisde de universiteit vanaf de jaren zestig, in fasen, naar de huidige campus aan de De Boelelaan.

## Bijzondere identiteit

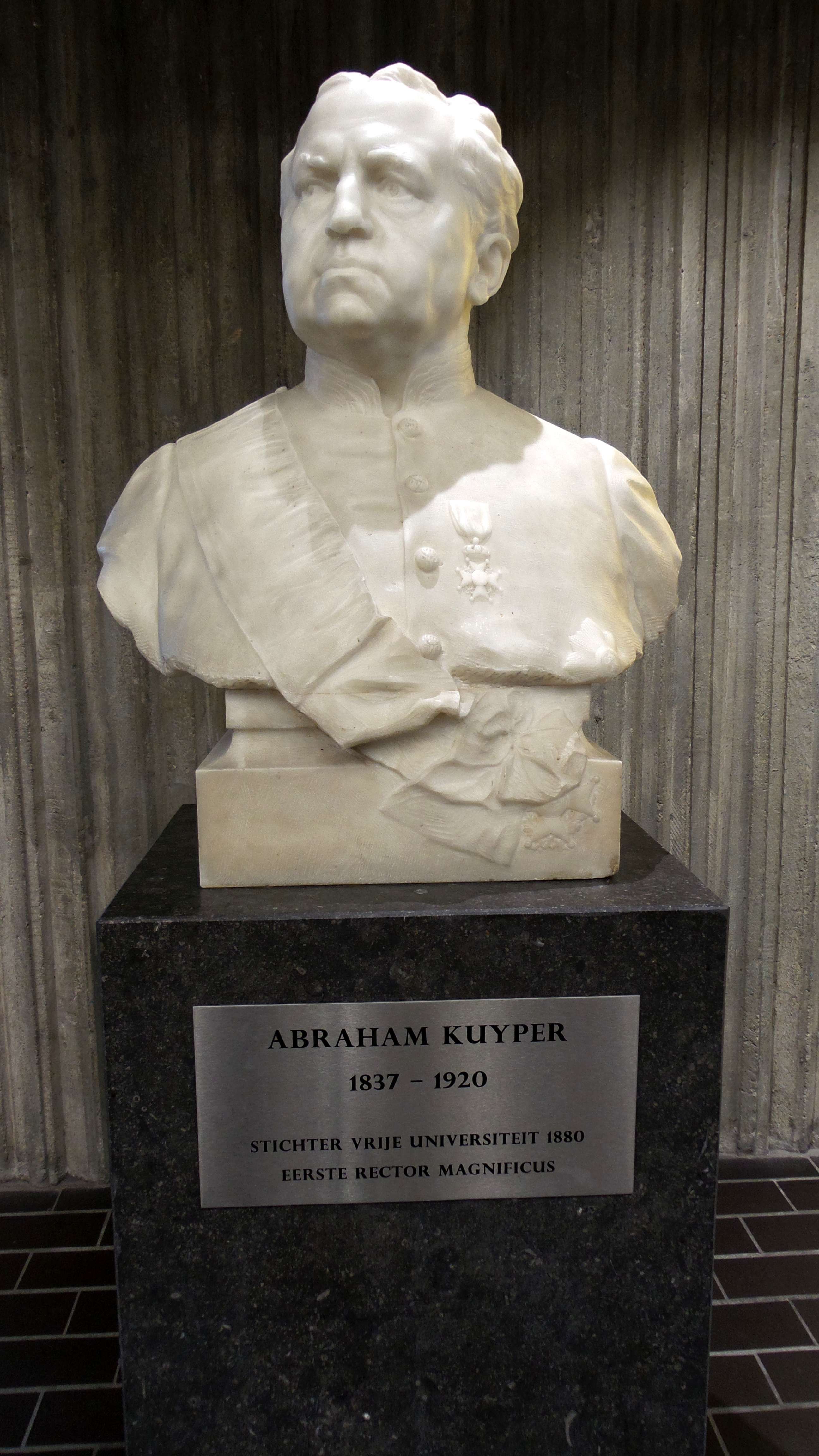
Buste van Abraham Kuyper naast de ingang van de aula in het Hoofdgebouw van de VU

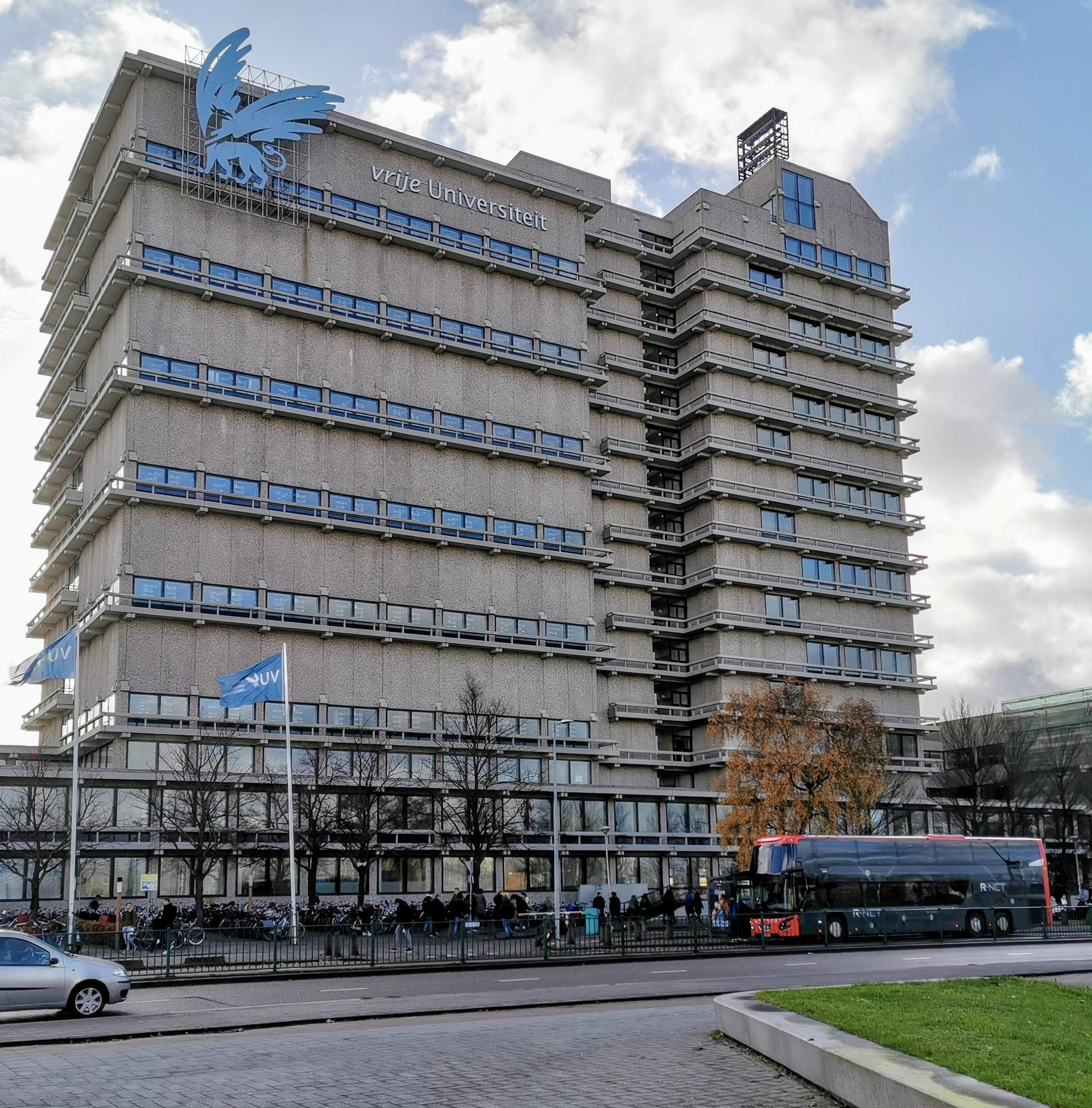
Het VU-Hoofdgebouw, met op de gevel de griffioen, het logo van de VU

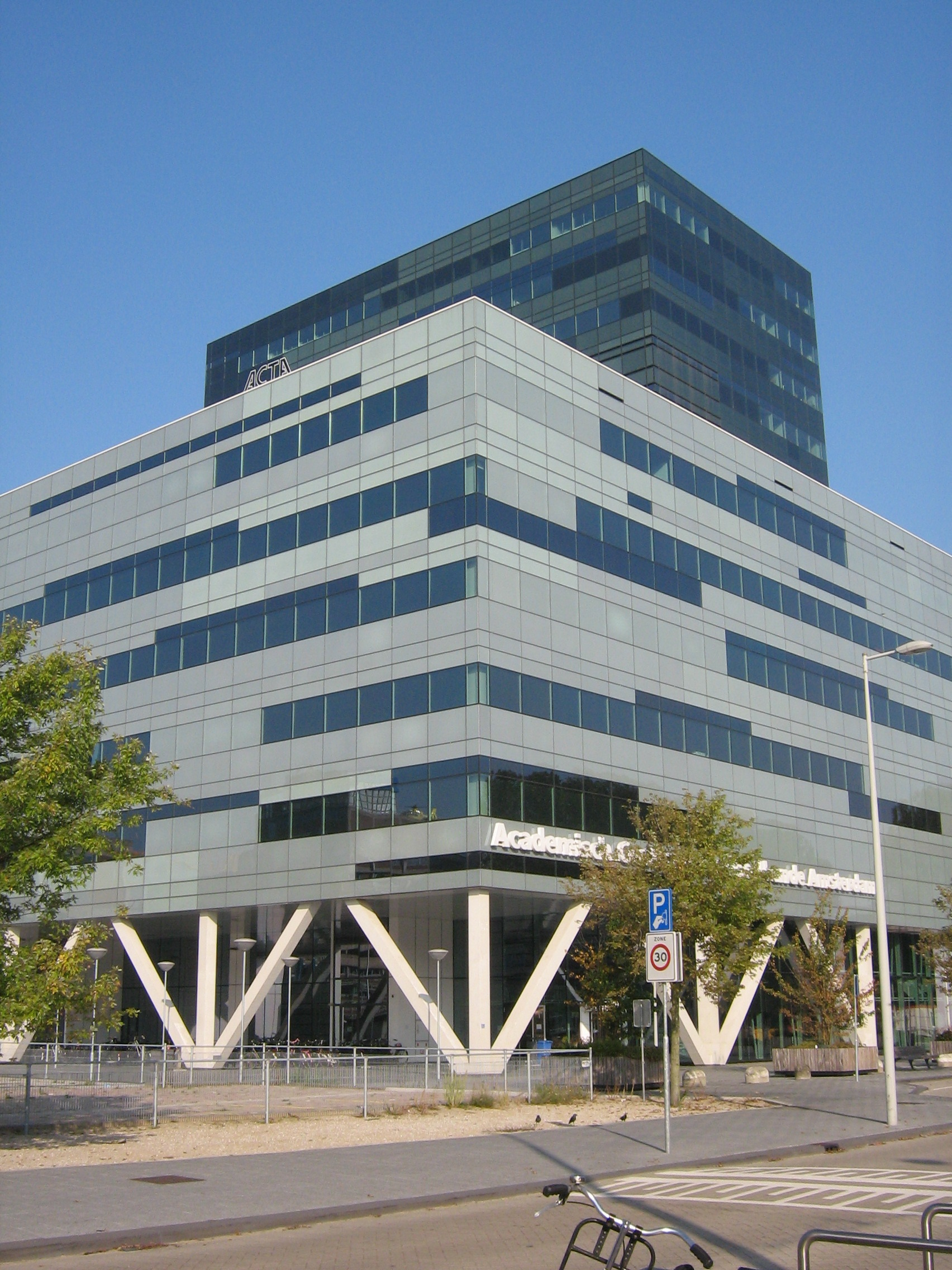
Het nieuwe gebouw van de faculteit der tandheelkunde (ACTA) aan de Gustav Mahlerlaan

De VU heeft in de loop der jaren haar bijzondere, christelijke identiteit op steeds andere manieren invulling gegeven. Tot in de jaren zestig was het eigen neocalvinistische wetenschapsideaal leidend: aan de VU wilde men geloof en wetenschap nauw op elkaar betrekken. Vanaf die tijd werd de bijzondere identiteit vooral gezocht in een aantal extra activiteiten die de VU ontplooide. Zo was de VU zeer actief op het gebied van ontwikkelingssamenwerking en kende de VU een 'Bezinningscentrum' dat de reflectie op geloof, wetenschap en samenleving stimuleerde. Op het gebied van het onderwijs is er altijd veel aandacht geweest voor vakken die verder gaan dan het eigen vakspecialisme. Ook in de huidige onderwijsvisie (2013) wordt dit benadrukt: de VU is 'erop gespitst om in het wetenschappelijk onderwijs, naast de wetenschapsbeoefening zelf, ook de wetenschappelijke voorvragen ter sprake te laten komen'. Het gaat daarbij om vragen als: 'waarom verricht de wetenschapper juist het onderzoek dat hij verricht, welke vormende invloed heeft de wetenschap op hem als mens (gehad), verbindt hij zijn levensbeschouwing met zijn wetenschappelijke
activiteiten en zo ja hoe, is er sprake van een existentiële betrokkenheid bij zijn werk als wetenschapper?'
De VU-Vereniging ondersteunt initiatieven om de bijzondere identiteit van de VU te versterken.
De bijzondere identiteit van de VU komt ook tot uitdrukking in het feit dat aan de VU de volgende instituten zijn verbonden: de universiteit heeft een zelfstandige faculteit Godgeleerdheid,; er bestaat een 'Abraham Kuyper Center for Science and religion' waar onderzoek wordt gedaan op het terrein van geloof en wetenschap; binnen het Historisch Documentatiecentrum voor het Nederlands Protestantisme (HDC) worden archieven bewaard en ontsloten en wordt onderzoek gedaan naar de geschiedenis van het protestantisme in Nederland.
In 2016 werden de statuten van de Stichting-VU en de VU-Vereniging opnieuw geformuleerd. Ze vervingen een eerdere formulering uit 1971. Het grondslagartikel (artikel 3) luidt als volgt: 'De Stichting gaat uit van de Vereniging, die, voortbouwend op haar christelijke oorsprong, ten doel heeft om bij te dragen aan een betere wereld, een wereld waarin rechtvaardigheid, medemenselijkheid, en verantwoordelijkheid voor elkaar en voor de wereld centraal staan. De Stichting laat zich hierdoor inspireren bij de inrichting van haar onderwijs en onderzoek en bij het delen van kennis met en dienstbaar zijn aan de maatschappij. Zij onderkent en waardeert de rol die levensbeschouwing en zingeving hierbij spelen.'

## Samenwerkingsverbanden
De universiteit werkte enige tijd nauw samen met de Christelijke Hogeschool Windesheim te Zwolle.
Samen met de Universiteit van Amsterdam zette de VU het Amsterdam University College (AUC) op. Het AUC is een Engelstalig liberal arts college en heeft zijn eigen campus waarop de studenten leren en wonen. Daarnaast deelt de VU ook de faculteit der tandheelkunde (ACTA) en het Amsterdam Centre for Ancient Studies and Archaeology (ACASA) met de UvA.
De Vrije Universiteit Amsterdam heeft ook samenwerkingen met China. De samenwerking met China op het gebied van mensenrechten is stopgezet na onthullingen van NOS, om de (schijn van) afhankelijkheid van het onderzoek te vermijden.

## Griffioen
Sinds 1990 gebruikt de VU, naast het zegel met 'de maagd in de tuin', als beeldmerk ook de blauwe griffioen. Dit fabeldier uit de oosterse en Griekse oudheid heeft het onderlijf van een leeuw, de kop en vleugels van een adelaar en de oren van een paard. De gedemystificeerde bijnaam van de griffioen luidt echter 'VU-kip'. De griffioen staat voor het wetenschappelijke én voor het vrije van de VU: midden in de werkelijkheid, nieuwsgierig, dynamisch en niet-voor-één-uitleg-vatbaar.

## (Oud-)medewerkers en studenten
Tot de jaren 50 nam de VU (door haar gereformeerde grondslag) hoofdzakelijk personeel met een gereformeerde levensovertuiging aan. Verreweg de meeste studenten behoorden in de periode voor de jaren 60 tot de Gereformeerde Kerken in Nederland.

## Faculteiten
De VU heeft in de loop van haar bestaan verschillende facultaire indelingen gekend. Bij de start in 1880 had de universiteit de drie faculteiten Theologie, Rechtsgeleerdheid, en Letteren & Wijsbegeerte. In 1930 volgde als vierde faculteit Wis- en Natuurkunde, in 1948 Economie, in 1950 Geneeskunde, in 1963 Sociale Wetenschappen. Daarna zouden nog verschillende faculteiten ontstaan, splitsen en fuseren. De opleidingen van de VU zijn anno 2024 ondergebracht in negen faculteiten, waarbij elke faculteit een aantal min of meer gerelateerde wetenschapsgebieden beslaat. De negen faculteiten zijn:
- Academisch Centrum Tandheelkunde Amsterdam (gezamenlijk met UvA)
- Faculteit der Bètawetenschappen
- Faculteit der Gedrags- en Bewegingswetenschappen
- School of Business and Economics
- Faculteit der Geneeskunde
- Faculteit der Geesteswetenschappen
- Faculteit Religie en Theologie
- Faculteit der Rechtsgeleerdheid
- Faculteit der Sociale Wetenschappen

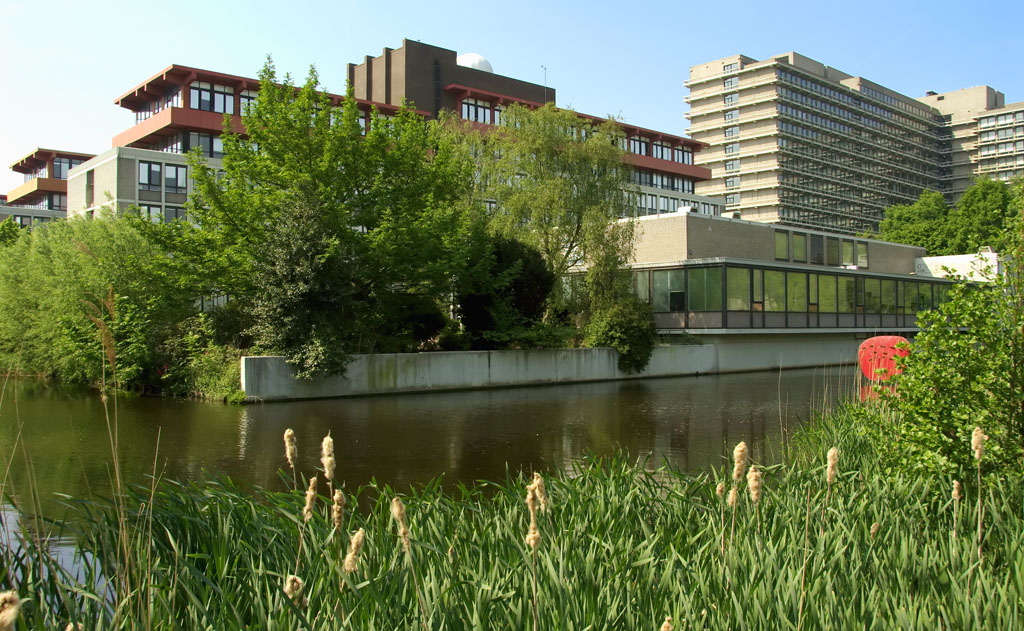
Wis- en Natuurkundegebouw
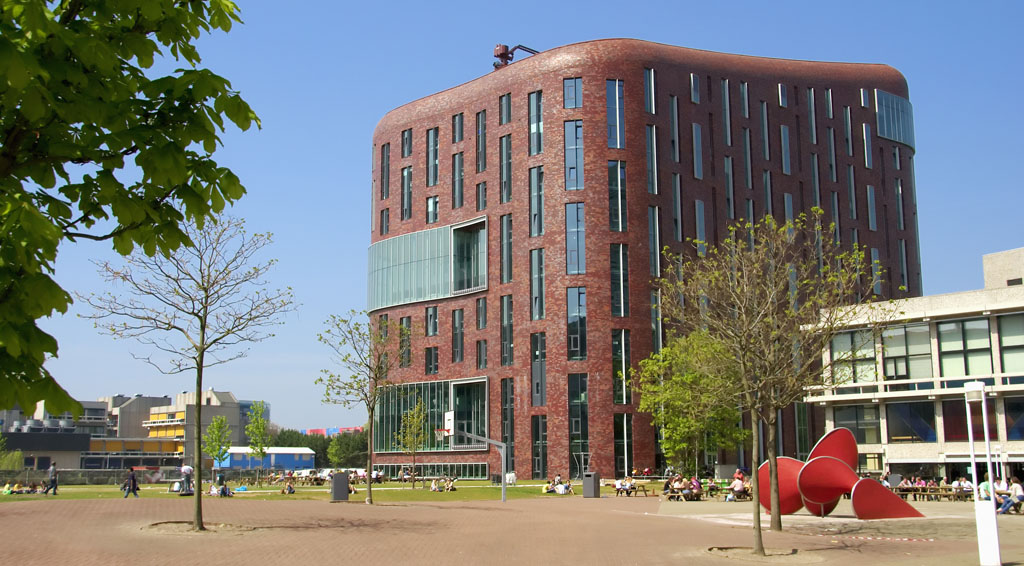
De 'Rode Pieper', Opleidingsinstituut Zorg en Welzijn
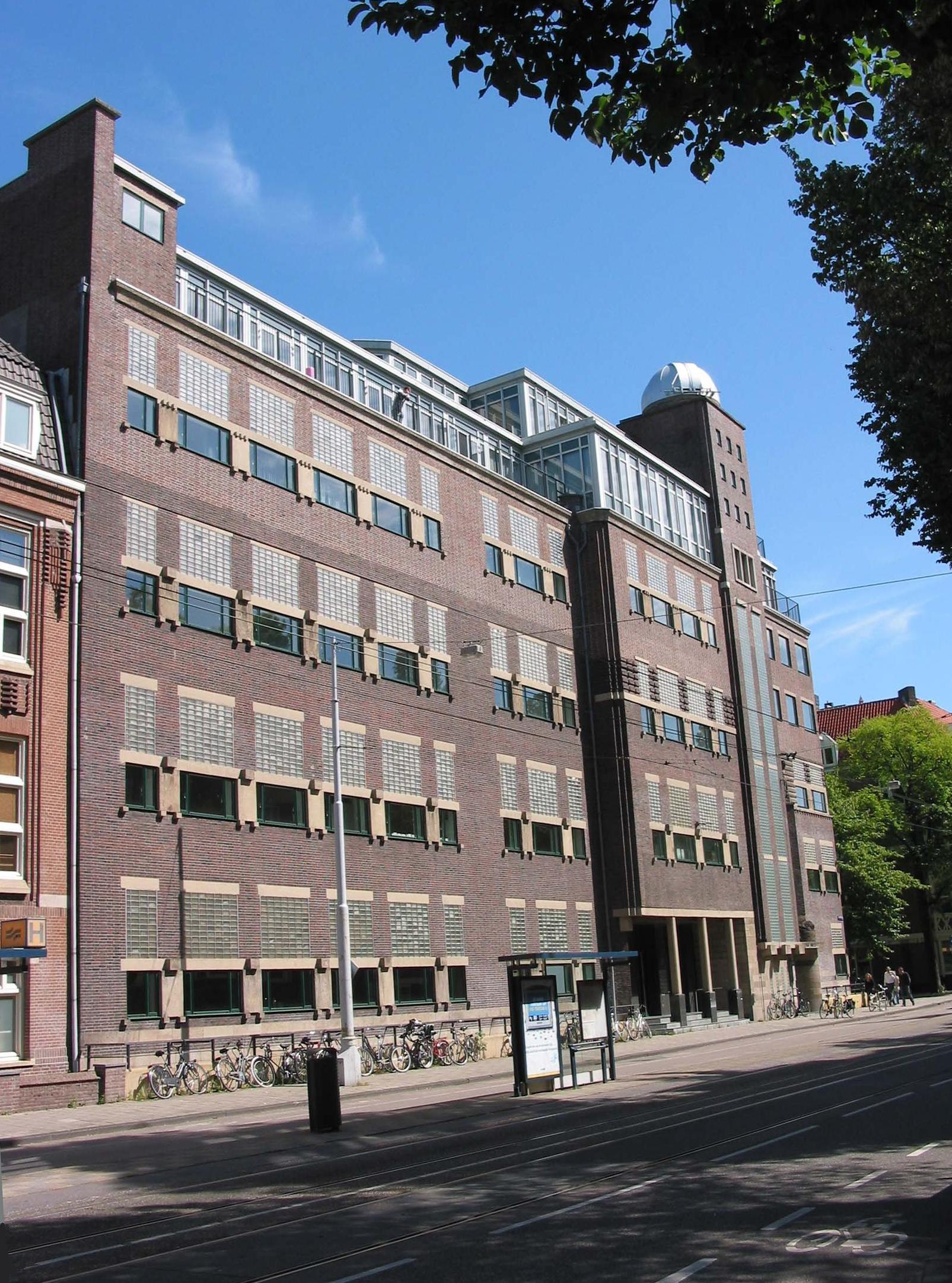
Voormalig gebouw van de Faculteit der Wis- en Natuurkunde, De Lairessestraat 176, Amsterdam. 1932-1933.
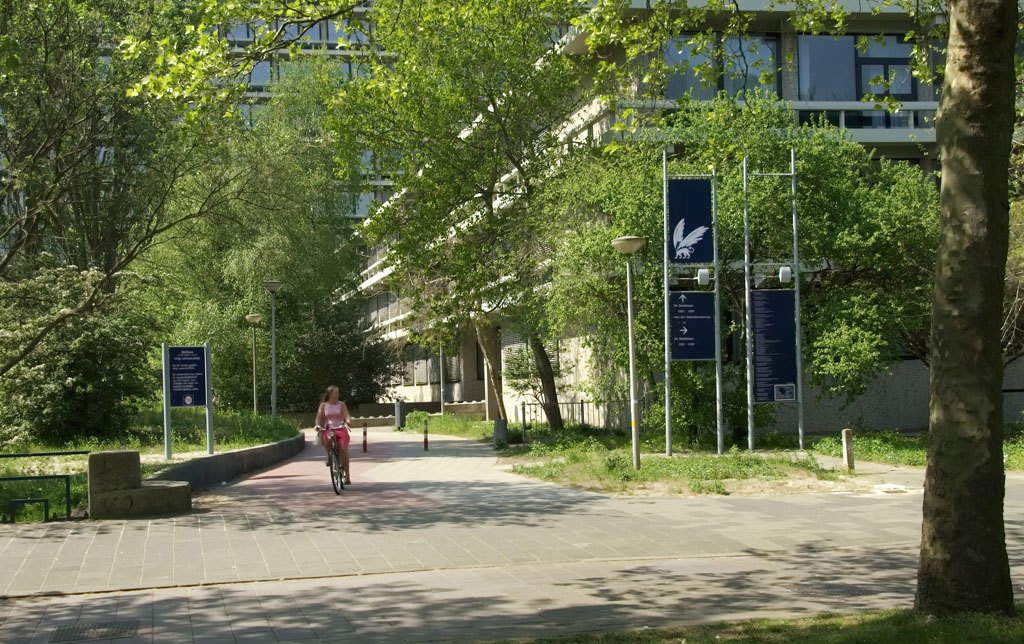
Oostzijde hoofdterrein

## Studentenleven

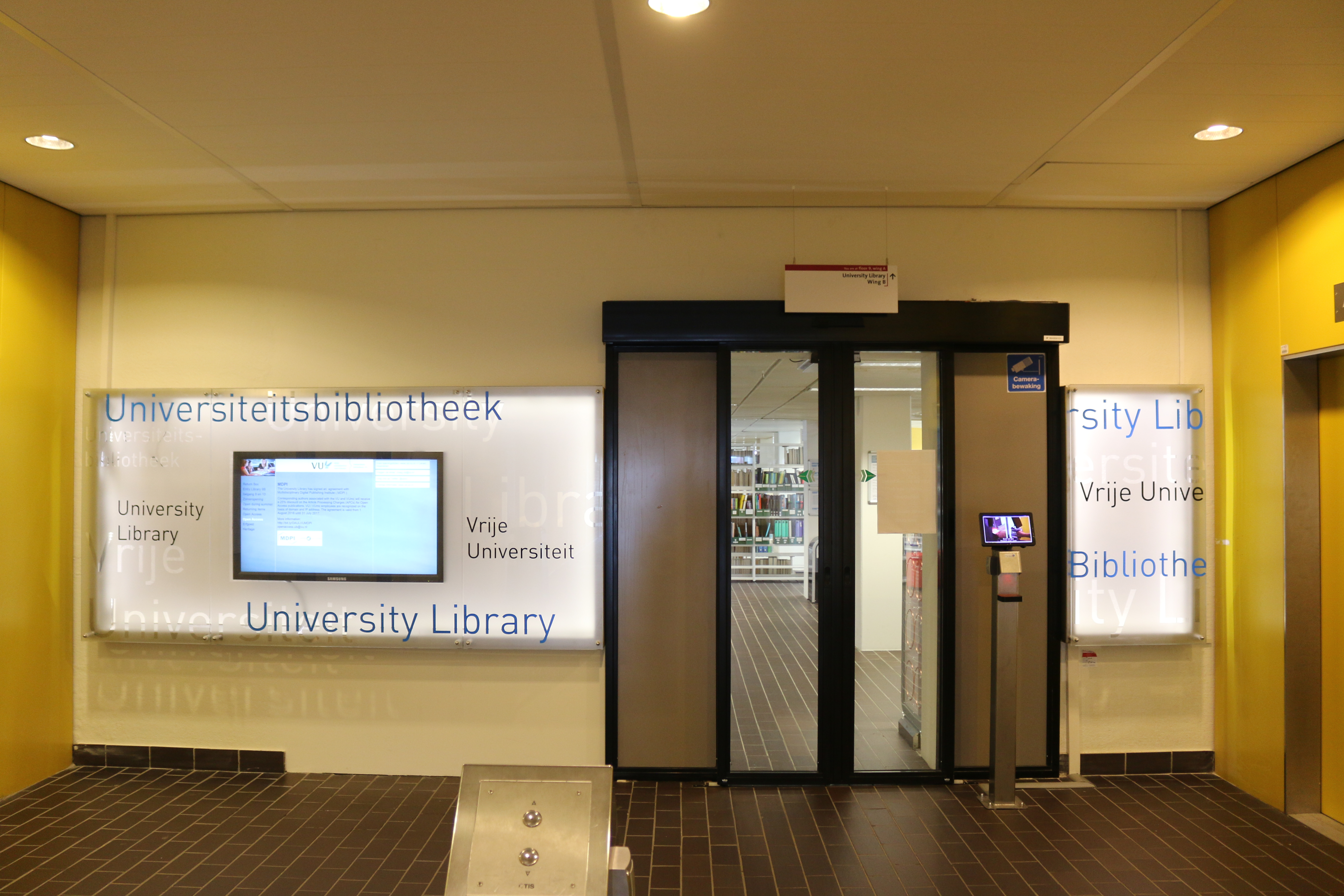
Bibliotheek van de VU

De Universitaire Studentenraad (USR) is sinds 1998 op centraal niveau het inspraakorgaan voor studenten. 
De Studentenraad VU (SRVU) bestaat sinds 1947 en heeft in haar geschiedenis verschillende functies en taken gehad. Tegenwoordig behartigt ze als studentenvakbond de belangen van studenten. 
Het studentenleven speelt zich af bij studieverenigingen en studenten(sport)verenigingen.
Zie voor een opsomming van (Amsterdamse) verenigingen:
- Lijst van studieverenigingen
- Lijst van studentengezelligheidsverenigingen
- Lijst van confessionele studentenverenigingen
- Lijst van studentenmuziekverenigingen
- Lijst van studentensportverenigingen

Van 1946 tot 1982 verscheen het studentenblad Pharetra.

## Trivia
- In Amsterdam wordt in de volksmond onderscheid gemaakt tussen 'de VU' en 'het VU', waarbij bij de eerste de universiteit en bij de tweede het VU-ziekenhuis (nu Amsterdam UMC locatie VUmc) bedoeld wordt.
- De landbouwgrond waar de VU op gebouwd is, is naar verluidt in een ver verleden in bezit geweest van een boer Griffioen, iets waarnaar later - toen de griffioen het logo van de universiteit werd - regelmatig zou worden verwezen.[17]
- De VU kwam in 2014 in de publiciteit vanwege het (vermeende) plagiaat en zelfplagiaat van hoogleraar Peter Nijkamp (Ruimtelijke Economie) en een promovendus binnen wat toen de Faculteit Economie heette. Karima Kartit zou delen van haar proefschrift hebben overgeschreven. Na intern onderzoek en herschrijving verstrekte de universiteit haar alsnog een doctorstitel. Nijkamp stond ook enige tijd onder verdacht voor zijn eigen werk, maar werd in 2016 vrijgesproken van plagiaat.[18]